# Kent Rogers
Kent Byron Rogers (Virginia Beach, 31 de julho de 1923 – Pensacola, 9 de julho de 1944) foi um ator americano e dublador da Warner Bros. Cartoons e Walter Lantz Productions.

## Carreira
Para a Warner Bros. Cartoons, Rogers interpretou várias estrelas de Hollywood em Hollywood Steps Out, e emprestou sua voz a The Heckling Hare, Porky's Pastry Pirates, Horton Hatches the Egg, The Squawkin' Hawk e Super-Rabbit. Rogers também forneceu a voz original de Beaky Buzzard em Bugs Bunny Gets the Boid e The Bashful Buzzard. Ele também fez a voz de Junior Bear em Pernalonga e os Três Ursos, a entrada inicial de 1944 da série Os Três Ursos, de Chuck Jones. Apareceu ocasionalmente em seriados de rádio, geralmente fazendo personagens pontuais. 
Em 1941, ele teve um raro papel na câmera como Henry, um garoto que tinha talento para causar impressões, no filme All-American Co-Ed. 
Para a Walter Lantz Productions, ele dublou Pica-pau em cinco curtas de desenhos animados lançados de 1942 a 1943.
A carreira de Rogers terminou com seu alistamento na Marinha no final de 1943. 

## Morte
Rogers foi morto no acidente de um voo de treinamento em Pensacola, Flórida, enquanto ele era alferes na Marinha dos Estados Unidos durante a Segunda Guerra Mundial, em 9 de julho de 1944, 22 dias antes do seu aniversário de 21 anos. Stan Freberg substituiu Rogers como a voz de Junior Bear, enquanto Mel Blanc assumiu a voz de Beaky Buzzard, embora as aparições desse personagem tenham sido limitadas após a morte de Rogers. 
Rogers está enterrado no Cemitério Memorial Nacional do Pacífico em Honolulu, Havaí. 